# Italiens Brødre
Italiens brødre (italiensk: Fratelli d'Italia, FdI) er et højreorienteret politisk parti i Italien, grundlagt i 2012. Det er siden 2014 ledet af Giorgia Meloni, medlem af Italiens Deputeretkammer og tidligere minister i Silvio Berlusconis fjerde regering. Meloni var også en af partiets grundlæggere.